# ریچارد ام. بلچفورد
ریچارد ام. بلچفورد (Richard Milford Blatchford) (زادهٔ ۲۳ آوریل ۱۷۹۸- درگذشتهٔ ۴ سپتامبر ۱۸۷۵)، وکیل و شخصیت سیاسی در نیویورک بود. بلچفورد که همکار سیاسی و حقوقی قدیمی هم‌کلاسی کالج خود ویلیام اج. سیوارد بود، بیشتر به‌خاطر خدمتش در مجلس ایالتی نیویورک و سفیر ایالات متحده آمریکا در سریر مقدس مشهور است. وی پدر ساموئل بلچفورد بود که همچنین دستیار قاضی در دیوان عالی ایالات متحده خدمت کرد، نیز بود.

## اوایل زندگی
بلچفورد در ۲۳ آوریل سال ۱۷۹۸ در استراتفورد ایالت کنتیکت متولد شد. نهمین فرزند از هفده فرزند کشیش ساموئل بلچفورد و آلیشا (نام تولد: ویندت) بلچفورد بود.
برادرزادهٔ بلچفورد که نیز ریچارد ام. بلچفورد نام داشت، افسر مشاور در ارتش ایالات متحده بود. او به درجهٔ سرلشکری نائل گردید و از جمله کهنه سربازان جنگ اسپانیا-آمریکا و جنگ جهانی اول بود.
وی در کنتیکت و لانسینگبورگ نیویورک آموزش دید و در سال ۱۸۱۵ از کالج یونین فارغ گردید. بلچفورد تا اخیر عمر به همکاری خود را با یونین کالج ادامه داد. عضو هیئت متولیان کالج بود و در سال ۱۸۶۴ دیپلم دکتری افتخاری حقوق را به‌دست‌آورد. او همچنین به عنوان عضو هیئت بازدیدکنندگان که از مدیریت صندوق امانی کنات (صندوقی که الیفلت نات رئیس کالج به نفع مدرسه از خود برجای ماند) نظارت می‌کرد، خدمت نمود. علاوه براین، بلچفورد جوایز سخنوری بلچفورد کالج یونین را و وقف کرد، مدال‌های بود که توسط داوران دانشکده در یک رقابت سخنرانی سالانه به رقابت‌کنندگان برتر دانشجویی ارائه می‌شد.

## حرفه
بلچفورد همزمان با تحصیل در رشته حقوق در جامیکا واقع کوئینز تدریس می‌نمود و در سال ۱۸۲۰ به انجمن وکلا پذیرفته شد.
بلچفورد همراه با ویلیام اچ. سیوارد همکلاسی‌اش در یونین کالج و سایر شرکاء، در منهتن و آبرن وکالت نمودند و به‌عنوان یکی از بنیان‌گذاران شرکت حقوقی که اکنون به‌نام شرکت حقوقی کراوث، سواین و مور معروف است، یک وکیل خیلی ماهر در بخش شرکت و بانکداری شد. در سال ۱۸۲۶ مشاور حقوقی و نمایندهٔ ایالات متحده برای بانک انگلند گماشته شد و در همین سمت برای بانک دوم ایالات متحده خدمت کرد. بعد از انقضای منشور بانک ایالات متحده در سال ۱۸۳۶، بلچفورد مسئولیت پایان بخشیدن به معاملات معلق و حل و فصل تمامی تعهدات بین دو نهاد بود.
بلچفورد همچنین یک سرمایه‌گذار و تاجر موفق بود و دارایی‌های وی شامل ملیکت‌های غیرمنقول واقع نیویورک سیتی و به همین‌گونه سرمایه‌گذاری بالای توسعه زمین تا نواحی خارج از فلوریدا بود. همچنین صاحب سهام در چندین شرکت بود و تا سال ۱۸۴۵ بیش از ۲۰۰٬۰۰۰ دلار (معادل ۵٬۴۲۰٬۰۰۰ دلار در سال ۲۰۲۰) دارایی خالص داشت. دوست دائمی دنیل وبستر و یکی از مجریان وصیت وبستر بود.
بلچفورد در هیئت مدیره چندین خط آهن نیویورک از جمله خط آهن ساراتوگا و وایت‌هال که بعداً برای تشکیل خط آهن مرکزی نیویورک با هم ادغام شدند، خدمت نمود. پس از ادغام این شرکت‌ها، بلچفورد معاون رئیس و مدیر شرکت تلفیقی شد. علاوه براین مدیر یک‌تعداد شرکت‌های دیگر از جمله شرکت بیمه آتش‌سوزی آمریکای شمالی بود.
بلچفورد که از فعالین حزب ویگ بود در سیاست به سیوارد وابسته بود و در سال ۱۸۵۵ به مجلس ایالتی نیویورک انتخاب شد. یک دوره (در اجلاس هفتاد و هشتم) خدمت کرد و در غیاب رئیس دویت کلینتون لیتلجان، رئیس موقت برگزیده شد. بلچفورد متولی کالج پزشکی بیمارستان بیلیوا نیز بود.

### خدمات عمومی
بلاچفورد در سال ۱۸۵۹ در کمیسیون نظارت بر ایجاد و ساخت پارک مرکزی نیویورک تعیین شد و تا اجرای منشور شهری جدید که حکومت محلی را در سال ۱۸۷۰ مجدداً سازماندهی کرد، در این پست خدمت کرد؛ از سال ۱۸۶۰ تا سال ۱۸۶۳ رئیس کمیسیون بود. در سال ۱۸۷۲ به کمیسیون پارک‌های شهر تعیین گردید و تا استعفااش در سال ۱۸۷۳ به دلیل فقدان سلامتی، در این سمت خدمت کرد.
بلچفورد در هنگام تأسیس حزب جمهوری‌خواه در اواسط دههٔ ۱۸۵۰ یک جمهوری‌خواه شد. به دلیل اینکه در جریان جنگ داخلی آمریکا کنگره در اجلاس نبود، بلچفورد، جان آدامز دیکس و جورج آپدایک از طرف رئیس‌جمهور آبراهام لینکلن، عضو کمیته دفاعی اتحادیه معرفی شدند که مسئول مصرف بودجه فدرال طبق اختیارات ریاست‌جمهوری به‌منظور تربیت و تجهیز اولیهٔ نیروهای جمع شده در ارتش اتحادیه، بودند.
در ماه اوت سال ۱۸۶۲ در جریان حکومت لینکلن، براچفورد به‌عنوان نماینده خاص ایالات متحده در مقر پاپ در روم جانشین الکساندر رندل شد. تا ماه اکتبر سال ۱۸۶۳ در این سمت خدمت کرد و روفس کینگ به‌جای او تعیین شد.
بلچفورد وکالت خود را ادامه داد تا اینکه در اوایل دههٔ ۱۸۷۰ به سبب بیماری بازنشسته شد.

## زندگی شخصی
بلچفورد در سال ۱۸۱۹ با جولیا آن مامفورد (۱۷۹۸–۱۸۵۷) ساکن اسکنکتدی نیویورک و نیویورک سیتی ازدواج نمود. قبل از فوت خانم‌اش در سال ۱۸۵۷ بلچفورد پدر پنج فرزند بود:
- ساموئل بلچفورد (۱۸۲۰–۱۸۹۳) که از سال ۱۸۸۲ تا سال ۱۸۹۳ به‌عنوان قاضی دادگاه عالی ایالات متحده خدمت کرد.[۲][۵][۱۸]
- مری میلفورد بلچفورد (۱۸۲۳–۱۸۵۲) خانم بور واکمن گریسولد (۱۸۲۴–۱۸۸۶).‏[۱۸]
- جولیا آلیشا بلچفورد (۱۸۳۰–۱۸۳۱) که در جوانی فوت کرد.[۱۸]
- جولیا ماریا بلچفورد (۱۸۳۴–۱۹۲۲) که با معمار ادوارد تاکرمن پاتر (۱۸۳۱–۱۹۰۴) یکی از پسران اسقف آلونزو پاتر، ازدواج نمود.[۱۸]
- سوفیا اتلیندا بلچفورد (۱۸۳۶–۱۹۰۸).‏[۱۸]

بلچفورد در سال ۱۸۶۰ با آنجلیکا همیلتون (۱۸۱۹–۱۸۶۸) ازدواج نمود. آنجلیکا دختر جیمز الکساندر همیلتون و نوهٔ الیزابت اسکایلر همیلتون و الکساندر همیلتون نخستین وزیر خزانه‌داری، بود. آنجلیکا همیلتون در سال ۱۸۶۸ فوت نمود و در ۱۸ ژانویه سال ۱۸۷۰ بلچفورد با کترین هون دختر فلیپ‌هون شهردار پیشین نیویورک سیتی ازدواج نمود.
بلچفورد در یک حادثهٔ در سال ۱۸۷۱ مورد سرقت قرار گرفت که به سرخط خبرها تبدیل شد و پس از مرگ‌اش دوباره در اخبار پوشش داده شد. طبق گزارش‌های منتشر شده، در یک میوه فروشی ایستاد و بسته‌ای را به زمین گذاشت تا به‌منظور تکمیل خرید دست به جیبش برده و پول خود را بگیرد. در این هنگام یک دزد به شانه او زد؛ زمانی‌که بلچفورد دور خورد، دزد یا همکار دزد بسته را برداشت و بدون توجه گریز نمود. در این بسته به مبلغ ۵۰٬۰۰۰ دلار اوراق بهادار قابل داد و ستد (معادل ۹۹۰٬۰۰۰ دلار در سال ۲۰۲۰) وجود داشت. دزد یا دزدان هیچگاه دستگیر نشدند و اوراق بهادار هرگز دوباره به‌دست نیامد.
بلچفورد در ۴ سپتامبر سال ۱۸۷۵ در خانهٔ تابستانیش در نیوپورت رود آیلند فوت نمود و در قبرستان گرین‌وود در بروکلین بخش ۱۰۰ و دستهٔ ۵۶۴۳ دفن گردید.

## کتابشناسی
- Blatchford, Eliphalet Wickes (1912). Blatchford Memorial II: A Genealogical Record of the Family of Rev. Samuel Blatchford, D.D. Chicago, IL: E.W. Blatchford.
- Castle, Frederick A. (1884). Second Decennial Catalogue of the Trustees, Faculty, Officers and of the Alumni of the Bellevue Hospital Medical College. New York, NY: Alumni Association of Bellevue Hospital Medical College.
- Davis, Henry Blaine Jr. (1998). Generals in Khaki. Raleigh, NC: Pentland Press. ISBN 1-57197-088-6. OCLC 231779136.
- Denny, R. Breck (April 2, 2017). "Richard M. Blatchford" (PDF). New York Marble Cemetery – Interesting Ancestors. New York, NY: New York Marble Cemetery. Archived (PDF) from the original on 2018-02-01.
- Hannan, Caryn (2008). Connecticut Biographical Dictionary. Vol. 1, A–G. Hamburg, MI: State History Publications, LLC. ISBN 978-1-878592-72-9.
- McAdam, David;  et al. (1897). History of the Bench and Bar of New York. Vol. I. New York, NY: New York History Company.
- New York State Assembly (1855). Journal of the Assembly of the State of New York at their Seventy-Eighth Session. Albany, NY: Charles Van Benthuysen.
- New York State Board of Railroad Commissioners (1860). Annual Report of the State Engineer and Surveyor (1860). Albany, NY: Weed, Parsons & Company.
- New York State Board of Railroad Commissioners (1867). Annual Report of the State Engineer and Surveyor (1867). Albany, NY: Weed, Parsons & Company.
- Raymond, Andrew Van Vranken (1907). Union University: Its History, Influence, Characteristics and Equipment, Volume III. New York, NY: Lewis Publishing Company.
- Union University (1895). Union University: Centennial Catalog 1795–1895. Troy, NY: Troy Times Printing House.
- Union University (1915). Annual Catalogue of Union University 1915–1916. Albany, NY: Frank H. Evory & Co.
- United States Department of State (1935). Register of the Department of State. Washington, DC: U.S. Government Printing Office.
- University of the State of New York (1872). Eighty-Fifth Annual Report of the Regents of the University. Albany, NY: The Argus Company.
- "New York: A Most Daring Robbery". The Public Ledger. Memphis, TN. December 18, 1871. Archived from the original on 27 February 2014. Retrieved 8 May 2022 – via Newspapers.com.
- "Local Affairs: New York; Richard M. Blatchford". The Newport Daily News. Newport, RI. September 23, 1875 – via Newspapers.com.